# Hampton Bays
Hampton Bays es un lugar designado por el censo (o aldea) ubicado en el condado de Suffolk en el estado estadounidense de Nueva York. En el año 2000 tenía una población de 12,236 habitantes y una densidad poblacional de 392.3 personas por km².

## Geografía
Hampton Bays se encuentra ubicado en las coordenadas 40°52′26″N 73°31′26″O / 40.87389, -73.52389. Según la Oficina del Censo, la ciudad tiene un área total de 56,2 km² (21,7 mi²), de la cual 31,2 km² (12,0 mi²) es tierra y 25 km² (9,7 mi²) (44.46%) es agua.

## Demografía
Según la Oficina del Censo en 2000 los ingresos medios por hogar en la localidad eran de $50,161, y los ingresos medios por familia eran $58,773. Los hombres tenían unos ingresos medios de $47,633 frente a los $30,426 para las mujeres. La renta per cápita de la localidad era de $27,027. Alrededor del 10.7% de la población estaban por debajo del umbral de pobreza.